# 龙邦口岸
龙邦口岸是中国广西壮族自治区的一个国家级一类公路口岸，定位为常年开放的公路客运货运口岸。位于百色靖西市龙邦镇，对接越南社会主义共和国高平省茶岭县的茶岭口岸。目前是广西壮族自治区百色市唯一的国家一类口岸。

## 历史
2017年10月23日，中国龙邦边民互市贸易区建成开园，成为目前中越边境规模最大、设施配套最齐备、通关服务系统最先进的边民互市贸易区。

2018年12月19日，靖西至龙邦高速公路建成通车，为中国西南地区通往东南亚各国再打开一条新的陆路通道。

## 位置及设施
龙邦口岸位于中越边境742号界碑北侧约30米处，距靖西市区42公里，距百色市区221公里，距广西壮族自治区首府南宁市302公里。
龙邦口岸还是 银百高速及 212国道的规划终点。